# Raport Sterna

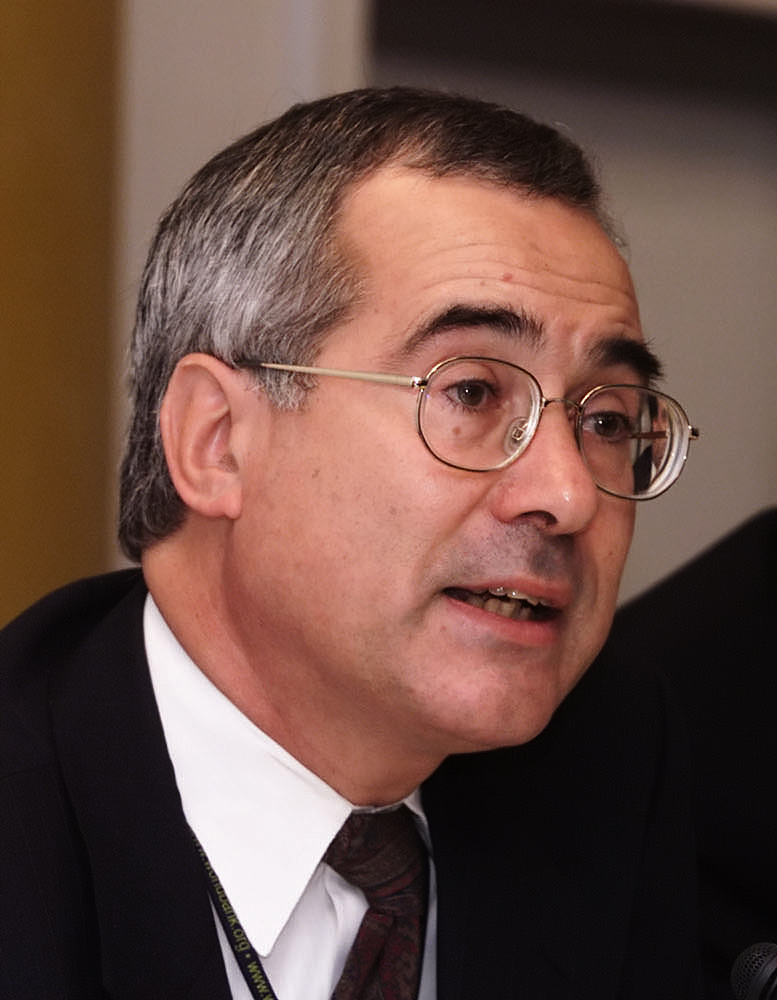
Sir Nicholas Stern, autor raportu.

Przegląd Sterna nt. ekonomiki zmian klimatycznych (nazywany także Raportem Sterna) to 700-stronnicowy raport opublikowany 30 października 2006 przez ekonomistę Sir Nicholasa Sterna, przygotowany dla rządu Zjednoczonego Królestwa, który omawia wpływ zmian klimatycznych i globalnego ocieplenia na światową ekonomię.
Według raportu, potrzeba 1% światowego PKB, by powstrzymać rozwój negatywnych zjawisk związanych z ocieplaniem klimatu – w przeciwnym wypadku spadnie on o 20% w wyniku konsekwencji zmian klimatycznych. Uznając ten proces na największą klęskę gospodarki rynkowej, sugeruje podjęcie takich środków zaradczych, jak np. podatki ekologiczne, mające minimalizować problemy ekonomiczne i społeczne.

## Opinie i komentarze
Tony Blair, którego rząd zlecił opracowanie raportu, powiedział po jego opublikowaniu, że naukowe dowody globalnego ocieplenia są „przytłaczające”. John Howard, premier Australii, zadeklarował przeznaczenie dodatkowych 60 milionów dolarów australijskich na projektu służące ograniczeniu emisji gazów cieplarnianych (większość tych funduszy przeznaczona jednak zostanie na przemysł węglowy).
Charlie Kronick z Greenpeace uznał, że rządy powinny dążyć do decentralizacji wytwarzania energii i opanować rozrost ruchu lotniczego. Miles Templeman z brytyjskiego Instytutu Dyrektorów powiedział, że bez przekonania do rozstrzygających działań krajów, takich jak Stany Zjednoczone, Chiny i Indie, konkurencyjność Zjednoczonego Królestwa ucierpi na skutek efektów takiej polityki, co byłoby złe dla biznesu, ekonomii i klimatu.
Raport wywołał wiele kontrowersji wśród ekonomistów. Dyskutowane były m.in. kwestie dyskontowania społecznego, modelowania szkód wywołanych przez zmiany klimatyczne i traktowania niepewności.
Robert M. Solow, laureat ekonomicznej nagrody Nobla z 1987 roku: Jeśli świat czeka na spokojne, rozsądne i starannie argumentowane podejście do zmian klimatycznych, to Nick Stern i jego ekipa takie prezentują. Pokazują politykę dostosowawczą i umiarkowane koszty zaczynające się od teraz. Inny laureat ekonomicznego Nobla (1996), James Mirrlees: Raport Sterna pokazuje nam jasno, pozwalając na wiele wątpliwości, co będzie oznaczać globalne ocieplenie i co powinno być zrobione dla jego redukcji. Podaje liczby dla efektu ekonomicznego i niezbędnych działań. Zasługuje na najszersze rozpowszechnienie. Życzę mu jak największego wpływu na rządy, mające natychmiastowy obowiązek zmierzyć się z tym, o czym mówi.
Pojawiły się także negatywne komentarze ze strony biznesu – Konfederacja Brytyjskiego Przemysłu i Brytyjska Izba Handlu zwróciły uwagę na niebezpieczeństwa, związane z dodatkowym opodatkowaniem.